# Силкеборг
Сѝлкеборг (на датски: Silkeborg, [ˈselg̊əˌb̥ɒːˀ) е град в Дания, на полуостров Ютландия. и центьр на образуваната през 2008 г. Община Силкеборг. Население 41 674 души от преброяването на Община Силкеборг към 1 януари 2008. Макар че има остатъци от средневековни сгради (замък), няма исторически континуитет на съществуването на града след напускането му през 17 век, и развитието на Силкеборг като съвременен град започва с основаването на хартиена фабрика на река Гудено през 1844. Езеро Силкеборг Лангсьо разделя града на северна и южна част, а от езерото на изток изтича река Гудено. Градът е забележителен с природата си (гори, езера, хълмове) и многобройните си автосалони. Тук е седалището и на третата по големина датска банка Jyske Bank A/S.

## Образование
В Силкеборг се намира филиал на Университетски колеж ВИА (Via University College), който образува за степен професионален бакалавър (медицински сестри и учители за основно училище [бившият Silkeborg Seminarium]). Освен това заведение има две общообразователни гимназии (възраст от 16 до 19 години), една търговска и една техническа гимназия, политехническо училище, 11 основни училища (от 23 основни училища на цялата община) от които три са частни. В града се намират 24 детски градинки.

## Спорт
Има футболен отбор, който играе в датската суперлига за професионални клубове по футбол. Неговото име е Силкебор ИФ (SIF). Хандболният отбор на Бьерингбро-Силкеборг-Вол се смята за един от най-силните клубове на национално ниво. На непровесионално ниво спортните клубове представят широк спектър от видове спорт, напр. боен спорт (бокс, карате, айкидо, джудо, джуджуцу, тайдзи цюан, таекуон-до), воден спорт (каяк, кано, плуване), колоездене (планински велосипед), атлетика, бадминтон, тенис, тенис на маса.

## Събития
Ежегодно в края на юли в Силкеборг се провежда джаз фестивал, наречен Riverboat Jazz festival, а през август кънтри музикален фестивал. Всяка трета година през август и септември месец огнената регата (Ildfestregatta) с накитените кораби и национално първенство по фойерверки събира някои десетини хиляди посетители.

## Побратимени градове
- Баня Лука, Босна и Херцеговина
- Савонлина, Финландия
- Аурборг, Исландия
- Арендал, Норвегия
- Гижицко, Полша
- Калмар, Швеция
- Кайзерслаутерн, Германия
- Корона (Калифорния), САЩ